# Irish Worker League
 (août 2021).
Si vous disposez d'ouvrages ou d'articles de référence ou si vous connaissez des sites web de qualité traitant du thème abordé ici, merci de compléter l'article en donnant les références utiles à sa vérifiabilité et en les liant à la section « Notes et références ».
L'Irish Worker League est un parti communiste irlandais, créé en septembre 1923 par James Larkin, après son retour en Irlande. Larkin rétablit le journal The Irish Worker. L'Irish Worker League (IWL) remplace le premier Parti communiste d'Irlande et devint l'affilié de l'Irlande à l'Internationale communiste.